# 사시마군

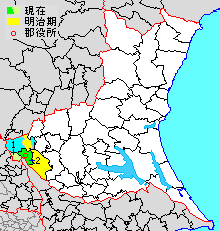
사시마 군의 위치

사시마군(일본어: 猿島郡, さしまぐん)은 일본 이바라키현에 있는 군이다.
인구 31,418명, 면적 69.7km², 인구밀도 451명/km².(2025년 3월 1일, 추계인구)
이하 2정으로 구성된다.
- 고카정(五霞町)
- 사카이정(境町)

## 군역
1879년 행정 구역으로 발족 당시의 군역은 아래에 해당한다.
- 반도시 전역
- 고가시의 일부
- 사카이정 전역

## 역사
- 1889년

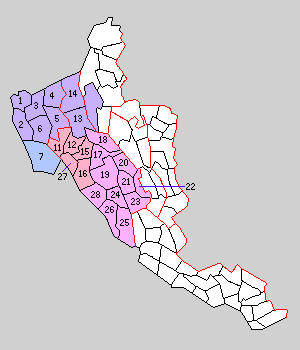
1.고가정 2.신고촌 3.가쓰시카촌 4.오카고촌 5.사쿠라이촌 6.가토리촌 7.고카촌 11.시즈카촌 12.나가타촌 13.야마타촌 14.고지마촌 15.사시마촌 16.모리토촌 17.오이고스게촌 18.사카사이야마촌 19.나나에촌 20.구쓰카케촌 21.유마타촌 22.이지마촌 23.가미오미촌 24.이와이촌 25.나나고촌 26.나카가와촌 27.사카이정 28.나가스촌
(보라:고가시 빨강:사카이정 분홍:반도시 파랑:고카정)

  - 3월 31일 - 아래의 정촌이 설치되었다.(1정 17촌)
    - 시즈카촌(静村): 현 사카이정
    - 나가타촌(長田村): 현 사카이정
    - 야마타촌(八俣村): 현 고가시
    - 고지마촌(幸島村): 현 고가시
    - 사시마촌(猿島村): 현 사카이정
    - 모리토촌(森戸村): 현 사카이정
    - 오이고스게촌(生子菅村): 현 반도시
    - 사카사이야마촌(逆井山村): 현 반도시
    - 나나에촌(七重村): 현 반도시
    - 구쓰카케촌(沓掛村): 현 반도시
    - 유마타촌(弓馬田村): 현 반도시
    - 이지마촌(飯島村): 현 반도시
    - 가미오미촌(神大実村): 현 반도시
    - 이와이촌(岩井村): 현 반도시
    - 나나고촌(七郷村): 현 반도시
    - 나카가와촌(中川村): 현 반도시
    - 사카이정(境町):현 사카이정
    - 나가스촌(長須村):현 반도시

  - 4월 1일 - 위의 1정 17촌에서 정촌제를 시행.
- 1896년
  - 4월 1일 - 사시마군·니시카쓰시카군의 구역을 합쳐 새로이 사시마군이 발족. 구 니시카쓰시카군 소속의 고가정(古河町), 신고촌(新郷村), 가쓰시카촌(勝鹿村), 오카고촌(岡郷村), 사쿠라이촌(桜井村), 가토리촌(香取村)(현 고가시), 고카촌(五霞村)(현 고카정) 1정 7촌이 사시마군 소속이 됨.(2정 23촌)
- 1899년 4월 1일
  - 나카가와촌의 일부가 지바현 히가시카쓰시카군 가와마촌(현 노다시)에 편입.
  - 지바현 히가시카쓰시카군 기마가세촌의 일부·후타카와촌의 일부가 고카촌에 편입.
  - 지바현 히가시카쓰시카군 후타카와촌의 일부가 모리토촌에 편입.
- 1900년 7월 4일 - 이와이촌이 정제 시행으로 이와이정(岩井町)이 됨.(3정 22촌)
- 1932년 7월 1일 - 신고촌의 일부가 사이타마현 기타사이타마군 가와베촌(현 가조시)에 편입.
- 1950년 8월 1일 - 고가정이 시제 시행으로 고가시(古河市)가 되어 군에서 이탈.(2정 22촌)
- 1954년 3월 20일 - 구쓰카케촌이 정제 시행으로 구쓰카케정(沓掛町)이 됨.(3정 21촌)
- 1955년
  - 2월 1일 - 오이고스게촌·사카사이야마촌이 합병하여 도미사토촌(富里村)이 발족.(3정 20촌)
  - 2월 11일 - 고지마촌·야마타촌이 유키군 나사키촌과 합병하여 미와촌(三和村)이 발족.(3정 19촌)
  - 3월 1일 - 이와이정·나카가와촌·나나고촌·가미오미촌·이지마촌·유마타촌·나나에촌·나가스촌이 합병하여, 새로이 이와이정이 발족.(3정 12촌)
  - 3월 15일 - 신고촌이 고가시에 편입.(3정 11촌)
  - 3월 16일(3정 4촌)
    - 가쓰시카촌·오카고촌·사쿠라이촌·가토리촌이 합병하여 소와촌(総和村)이 발족.
    - 사카이정·시즈카촌·나가타촌·사시마촌·모리토촌이 합병하여 사카이정(境町)이 발족.
- 1956년 4월 1일 - 구쓰카케정·도미사토촌이 합병하여 도미사토정(富里町)이 발족. 도미사토정은 즉시 개칭하여 사시마정(猿島町)이 됨.(3정 3촌)
- 1968년 1월 1일 - 소와촌이 정제 시행으로 소와정(総和町)이 됨.(4정 2촌)
- 1969년 1월 1일 - 미와촌이 정제 시행과 개칭으로 산와정(三和町)(さんわまち)이 됨.(5정 1촌)
- 1972년 4월 1일 - 이와이정이 시제 시행으로 이와이시(岩井市)가 되어 군에서 이탈.(4정 1촌)
- 1996년 6월 1일 - 고카촌이 정제 시행으로 고카정(五霞町)이 됨.(5정)
- 2005년
  - 3월 22일 - 사시마정이 이와이시와 합병하여 반도시(坂東市)가 발족, 군에서 이탈.(4정)
  - 9월 12일 - 소와정·산와정이 고가시와 합병하여, 새로이 고가시가 발족, 군에서 이탈.(2정)